# Свиноносая носатая змея
Свиноносая носатая змея, или западный крючконосый уж (лат. Heterodon nasicus) — неядовитая змея из семейства ужеобразных.
Общая длина колеблется от 60 до 80 см. Наблюдается половой диморфизм — самки крупнее самцов. Туловище массивное, голова небольшая, не отделена шейным сужением. Клювовидный щиток на конце морды увеличен и поднят вверх. Рисунок спины состоит из небольших буроватых пятен, расположенных в продольных полосах на жёлтом или кремовом фоне. Брюхо светлое.
Любит травянистые и кустарниковые прерии, полупустыни, каменистые предгорья. При угрозе может раздувать шею и выгибать спину, или притворяться мёртвой, перевернувшись брюхом кверху. Активная днём. Питается лягушками, саламандрами, ящерицами, мелкими змеями, птицами и крупными насекомыми.
Это яйцекладущая змея. Самка откладывает от 4 до 23 яиц.
Живёт на юго-западе Канады, в западных штатах США и на северо-западе Мексики.